# 신오차노미즈역
신오차노미즈역(일본어: 新御茶ノ水駅, しんおちゃのみずえき)은 일본 도쿄도 지요다구에 있는 철도역이다. 역 번호는 C 12이다.

## 이용 가능 철도 노선
- 도쿄 지하철 주식회사
  - ○ 지요다 선

연결통로가 있으며 환승이 가능하다.
- 도쿄 도 교통국
  - ○ 도영 지하철 신주쿠 선 오가와마치역
- 도쿄 지하철 주식회사
  - ○ 마루노우치 선 아와지초 역
- 동일본 여객철도
  - 주오 쾌속선・주오·소부 완행선 오차노미즈역

## 타는 곳
섬식 승강장 1면 2선 지하역.
| 1 | ○ 지요다 선 | 오테마치・요요기우에하라・혼아쓰기・가라키다 방면 |
| 2 | ○ 지요다 선 | 니시닛포리・기타센주・아야세・도리데 방면         |

## 역 주변
- 간다역
- 오차노미즈역
- 간다 신사
- 유시마 성당
- 메이지 대학
- 도쿄 의과 치과 대학
- 니혼 대학
- 도쿄 전기 대학(공학부・미래과학부)
- 주오 대학
- 기독교여자청년회
- 도쿄 YWCA 회관
- 국도 제17호선
- 간다 우체국
- 총평회관 (일본노동조합총연회관 본부)
- 간다 고서점가
- 간다 천
- 아키하바라

## 역사
- 1969년 12월 20일: 영업 개시.
- 2004년 4월 1일: 도영지하철 민영화, 도쿄메트로로 계승됨.

## 인접역
| 도쿄 메트로 9호선                | 도쿄 메트로 9호선 | 도쿄 메트로 9호선      |
| -------------------------------- | ----------------- | ---------------------- |
| C11 오테마치 요요기우에하라 방면 | 지요다 선         | C13 유시마 아야세 방면 |